# Gwyneth Paltrow
Gwyneth Kate Paltrow (Los Angeles, Califòrnia, 27 de setembre de 1972) és una actriu estatunidenca. Durant la seva trajectòria ha estat guardonada amb un Oscar i un Globus d'Or com a millor actriu pel seu paper a la pel·lícula Shakespeare in Love. Va estar casada amb el líder i cantant del grup Coldplay, Chris Martin, amb el qual té una filla i un fill, Apple i Moses respectivament.
Després d'haver estat la promesa de Brad Pitt, amb qui trenca, té una breu aventura amb Ben Affleck, Chris Heinz, Luke Wilson. El seu pare mor a conseqüència d'un càncer de gola quan té 30 anys i coneix el mateix any Chris Martin, el cantant de Coldplay, en un concert entre bastidors. Es casen el 5 de desembre de 2003, i Gwyneth Paltrow dona ràpidament a llum el seu primer fill el maig de 2004, una nena anomenada Apple. Consagra l'any 2004 a la seva filla abans quedar embarassada de nou i de donar a llum l'abril de 2006 un nen, Moses, en referència a una cançó escrita per a ella el 2003 per Chris Martin. Demòcrata, donà suport a John Kerry en les presidencials de 2004.

## Biografia

### Joventut
Gwyneth Paltrow és la filla del productor de televisió i director Bruce Paltrow, jueu, i de l'actriu Blythe Danner, cristiana; el seu germà és Jake Paltrow, director. Encara que nascuda a Los Angeles, es trasllada a Massachusetts als 11 anys per acompanyar la seva família en el rodatge d'una pel·lícula. Rep llavors dels seus pares les seves primeres lliçons sobre l'art d'interpretar. Tanmateix, els seus pares s'oposen que la seva filla comenci una carrera d'artista. Ells coneixen prou bé aquesta indústria…; Després d'haver estat a l'escola Sant Augustine By The Sea, deixa Los Angeles per anar a Nova York, on els seus pares i el seu germà Jake s'hi instal·len. Segueix llavors estudis a la Spence School, abans de tornar a Califòrnia, a Santa Barbara, per estudiar Història d'art a la Universitat.

### Primers papers
El destí de la noia sembla traçat, seguirà l'exemple dels seus pares. El 1990, actua al teatre al costat de la seva mare al Williamstown Theater a la peça Picnic. Crítiques encoratjadores l'inciten a abandonar els seus estudis d'història de l'art per convertir-se en actriu a temps complet. Comença en el cinema a la pel·lícula Shout, (1991) de Jeffrey Hornaday, davant de John Travolta i Heather Graham. El mateix any, assisteix amb el seu pare a una projecció d'El silenci dels anyells en companyia de Steven Spielberg (el seu padrí) i de la seva esposa Kate Capshaw: el mateix any el cineasta té llavors la idea de proposar-li el paper de Wendy a Hook, una adaptació del conte Peter Pan que el cineasta roda el 1991. Obté l'any següent el paper principal en la sèrie Cruel Doubt.

### Internacionalització
Gwyneth Paltrow enllaça des de llavors papers secundaris (Malícia el 1993, Mrs. Parker and the Vicious Circle el 1994) o també Jefferson in Paris de James Ivory (1995), fins que estrena en sales la pel·lícula de suspens Seven de David Fincher el 1995, en el qual té una participació modesta però destacable. L'èxit internacional de la pel·lícula, associada al seu nou estatus de promesa de Brad Pitt, li aporta una notorietat sobtada. Desgraciadament, serà més citada pel seu estat civil que pels seus talents d'actriu. Ser la promesa d'una de les principals estrelles de Hollywood pot ser tant un trumfo com un handicap. Tanmateix, el tot Hollywood no continua sent insensible a la seva bellesa diàfana i es veu aïllada a personatges femenins alhora romàntics i fràgils, com ho testimonien les seves actuacions a Emma (1996), Great Expectations (1998), Hush (1998) i Sliding Doors (1998).

### Consagració
El 1999 l'actriu obté finalment un verdader reconeixement del seu talent artístic, aconseguint l'Oscar a la millor actriu pel seu paper d'aprenenta d'actriu a Shakespeare in Love de John Madden. Per atzar, aquest trofeu coincideix amb la ruptura amb Brad Pitt. Cobejada pels duos Michael Douglas / Viggo Mortensen a Homicidi perfecte i Jude Law / Matt Damon a L'enginyós senyor Ripley, cau sota l'encant de Ben Affleck, retrobat al rodatge del drama sentimental Una cosa per explicar (2000).
Igualment en clau de comèdia, interpreta una cantant de karaoke sota la direcció del seu pare a Duets (2001), forma part del repartiment de La Família Tenenbaum de Wes Anderson (2002), esdevé el fantasma de Jack Black a Shallow Hal dels Germans Farrelly (2002) i somnia «enlairar-se» a View From the Top (2003). Intentant per primera vegada el cinema fantàstic, l'actriu coneix tanmateix el temps de donar un cop de mà al Sky Captain i el món del demà, la pel·lícula retrofuturista de Kerry Conran.
El 2005, l'actriu actua al costat d'Anthony Hopkins i Jake Gyllenhaal en el drama Proof (2005) que recull bones crítiques. El 2008, encarna Virginia «Pepper» Potts, la secretària de Tony Stark (paper per Robert Downey Jr.) en l'adaptació d'Iron Man, i reprèn aquest paper el 2010 en la seva continuació Iron Man 2. També ha aparegut a Avengers: Infinity War repetint el pare de Potts.

## Filmografia
- 1993: Malice: Paula Bell
- 1994: La senyora Parker i el cercle viciós (Mrs. Parker and the Vicious Circle)
- 1995: Seven: Tracy Mills
- 1995: Dones sota la lluna (Moonlight and Valentino)
- 1996: Emma: Emma Woodhouse
- 1996: Un amic desconegut (The Pallbearer)
- 1996: Hard Eight: Clementine
- 1998: Sliding Doors: Helen Quilley
- 1998: Relació mortal (Hush): Helen Baring
- 1998: Shakespeare in Love: Viola De Lesseps
- 1998: Un crim perfecte (A Perfect Murder): Emily Bradford Taylor
- 1998: Great Expectations: Estella
- 1999: L'enginyós senyor Ripley: Marge Sherwood
- 2000: Una cosa per explicar (Bounce): Abby Janello
- 2001: The Royal Tenenbaums: Margot Tenenbaum
- 2002: Possessió (Possession)
- 2003: Sylvia: Sylvia Plath
- 2004: Sky Captain i el món del demà (Sky Captain and the World of Tomorrow): Polly Perkins
- 2005: La veritat oculta (Proof): Catherine
- 2006: Retalls de la meva vida (Running with Scissors): Hope Finch
- 2006: Història d'un crim: Kitty Dean
- 2008: Iron Man: Virginia "Pepper" Potts
- 2008: Dos amants (Two Lovers): Michelle
- 2010: Iron Man 2: Virginia "Pepper" Potts
- 2010: Country Strong: Kelly Canter
- 2011: Contagion: Beth
- 2012: The Avengers: Virginia "Pepper" Potts
- 2012: Thanks for Sharing: Phoebe
- 2013: Iron Man 3: Virginia "Pepper" Potts
- 2015: Mortdecai: Johanna
- 2017: Spiderman: Homecoming: Virginia "Pepper" Potts (cameo)
- 2018: Avengers: Infinity War: Virginia "Pepper" Potts
- 2022: She Said

## Premis i nominacions

### Premis
- 1998: Oscar a la millor actriu per Shakespeare in Love
- 1998: Globus d'Or a la millor actriu musical o còmica per Shakespeare in Love
- 2011: Primetime Emmy a la millor actriu convidada en sèrie còmica per Glee

### Nominacions
- 1999: BAFTA a la millor actriu per Shakespeare in Love
- 2006: Globus d'Or a la millor actriu dramàtica per Proof
- 2013: Primetime Emmy al millor especial o sèrie d'informació per Stand Up to Cancer